# تضيق حنجري رغامي
التضيق الحنجري الرغاميّ أو التضيق البوابي الضخامي (بالإنجليزية: Laryngotracheal stenosis)‏ يشير إلى تضييق غير طبيعي للطرق التنفسيّة المركزيّة. يمكن أن يحدث هذا التضيّق على مستوى الحنجرة، القصبة الهوائية (الرغامي)، كارينا (جؤجؤ القصبة الهوائيّة) أو الشعب الهوائيّة الرئيسية. قد يظهر لدى بعض المرضى تضيّق في أكثر من موقع تشريحيّ.

## الأعراض
العرَض الأكثر شيوعًا للتضّيق الحنجري الرغاميّ هو التفاقم التدريجيّ في ضيق النفس، وخاصة عند القيام بالأنشطة البدنية (ضيق النفس الجهدي). قد يشعر المريض أيضًا بأصوات تنفسيّة غير طبيعيّة كالصرير الذي يحدث في الحالات الشديدة، والذي غالبًا ما يُشخّص بطريق الخطأ على أنّه أزيز. وهذا يخلق تشخيصًا خاطئًا، حيث أنّ التّضيّق الحنجري الرغاميّ يُشخّص على أنّه ربو، ويُعالَج افتراضًا كمرض الطرق التنفسيّة السفليّة. هذا من شأنه في نهاية المطاف أن يزيد من احتماليّة احتياج المريض إلى جراحة مفتوحة في حال المرض الحميد، أو قد يؤدّي إلى سرطان القصبة الهوائية مشكّلًا بذلك وقتًا متأخرًا جدًّا بالنسبة للعلاج الجراي الذي يتعيّن القيام به.

## الأسباب
التضيق الحنجري الرغامي هو مصطلح شامل لمجموعة واسعة ومتنوعة من الحالات النادرة. معدّل حدوث التضيّق عند  الكبار بعد التنبيب - الذي يعدّ أكثر نوع فرعيّ حميد - هو ما يقرب من 1 لكل 200000 شخص في السنة. ومن هذه الأسباب: ورم الغدّة الزعتريّة، مرض الدرقية، غرناوية(ساركويد)، التهاب المفاصل الروماتيدي،  الانسداد الحنجري، التضيق الحنجري الخلقيّ،  أورام حميد (ورم غدي)، داء نشواني، العدوى (مثل: الدفتيريا (الخناق)، التهاب لسان المزمار)، ورام حبيبي ويغنري، مرض السلّ، ورام حليمي تنفسي، وجود مواد غريبة في مجرى التنفس.. وهنالك العديد من الأسباب الأخرى.

## العلاج
العلاج الأمثل للتضيق الحنجري الرغامي ليس واضح المعالم، وذلك لاعتماده بشكل رئيسيّ على سبب ونوع التضيّق.
- الخيارات العامة للعلاج تشمل:

1. توسيع القصبة الهوائية باستخدام تنظير القصبات الصلب
2. جراحة الليزر ووضع الدعامات داخل الطرق التنفسية[10]
3. استئصال المنطقة المتضيقة وإعادة تركيب الحنجري والرغامي  [11]

يستخدم توسيع القصبة الهوائية  مؤقتا لتوسيع مجرى الهواء. عادة ما يستمرّ تأثير التوسيع من بضعة أيام إلى 6 أشهر. وقد أظهرت العديد من الدراسات أن التوسيع الميكانيكي (إذا ما استُخدمت وحدها) قد يحدث ارتفاعًا في  معدل الوفيات ومعدل عودة التضيق  إلى أكثر من 90% من الحالات. وبالتالي فإن العديد من الأطباء يعالجون التضيق عن طريق الاستئصال التنظيري باستخدام الليزر (عادة إما باستخدام ثاني أكسيد الكربون أو النيوديميوم) ثم يتبعه توسيع تنظيري باستخدام الدعامات المطوَّلة (T-tube) (غالبًا من السيليكون).